# Энкенбах-Альзенборн
Энкенбах-Альзенборн (нем. Enkenbach-Alsenborn) — община в Германии, в земле Рейнланд-Пфальц. 

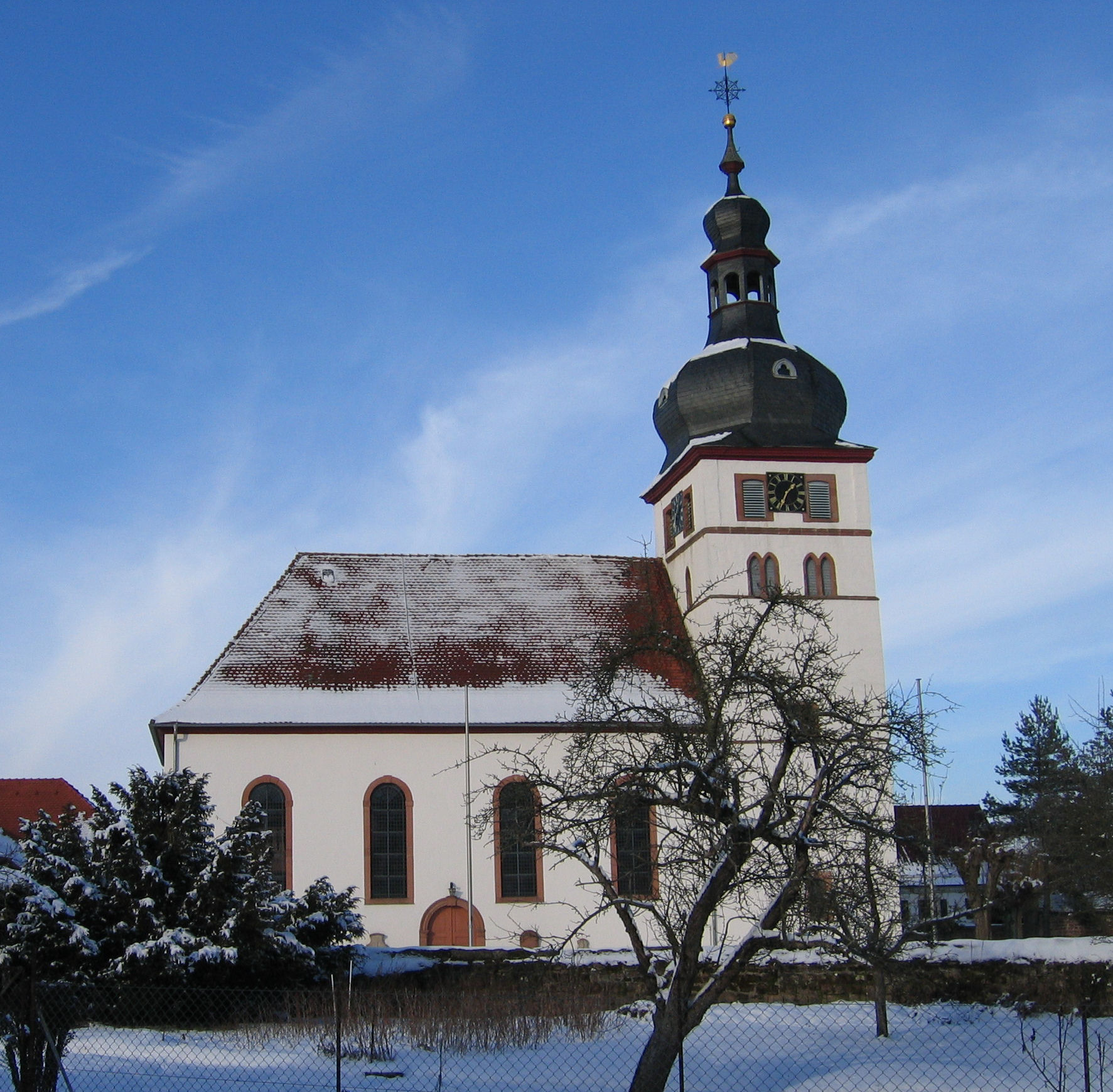
Alsenborn
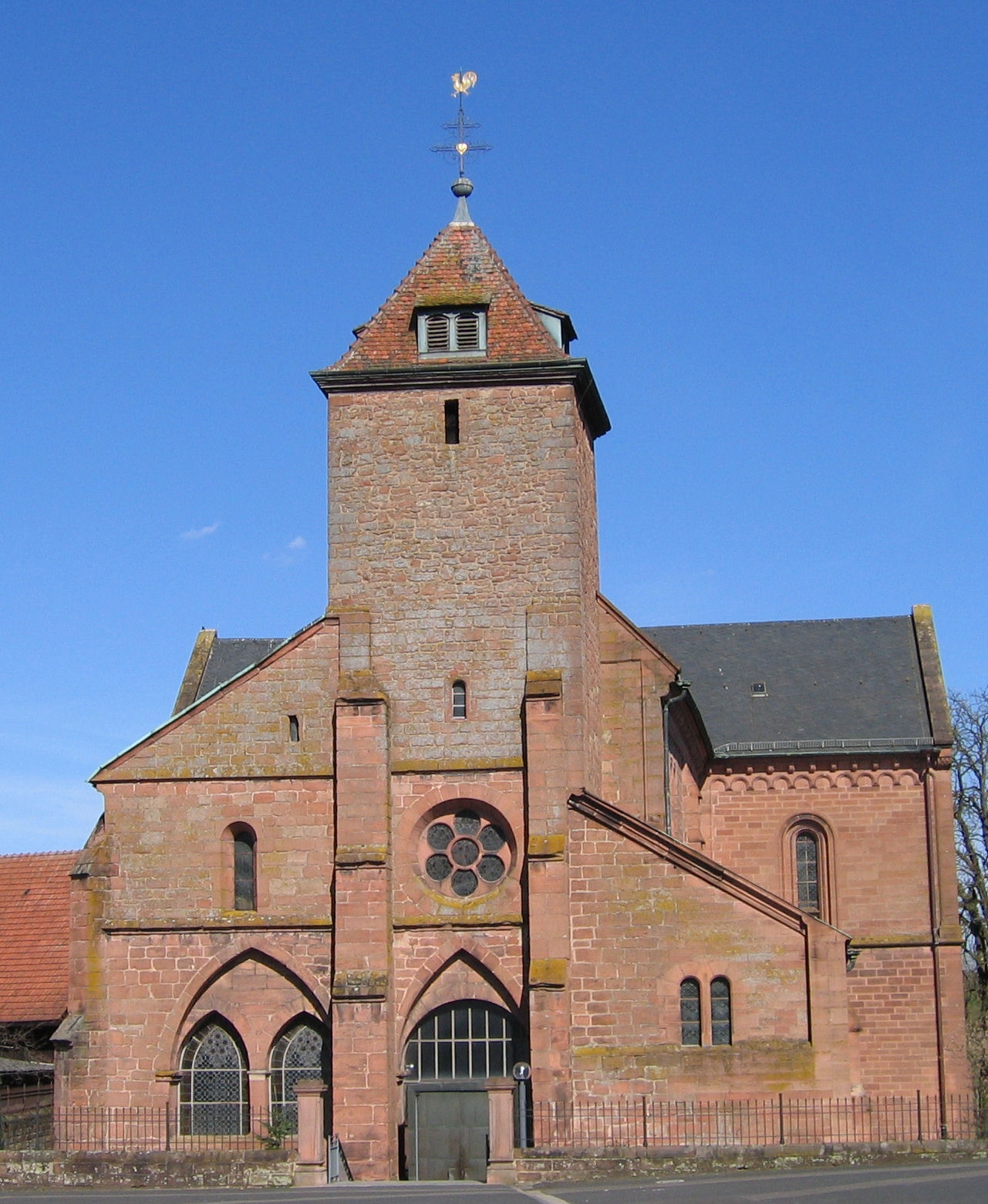
Enkenbach
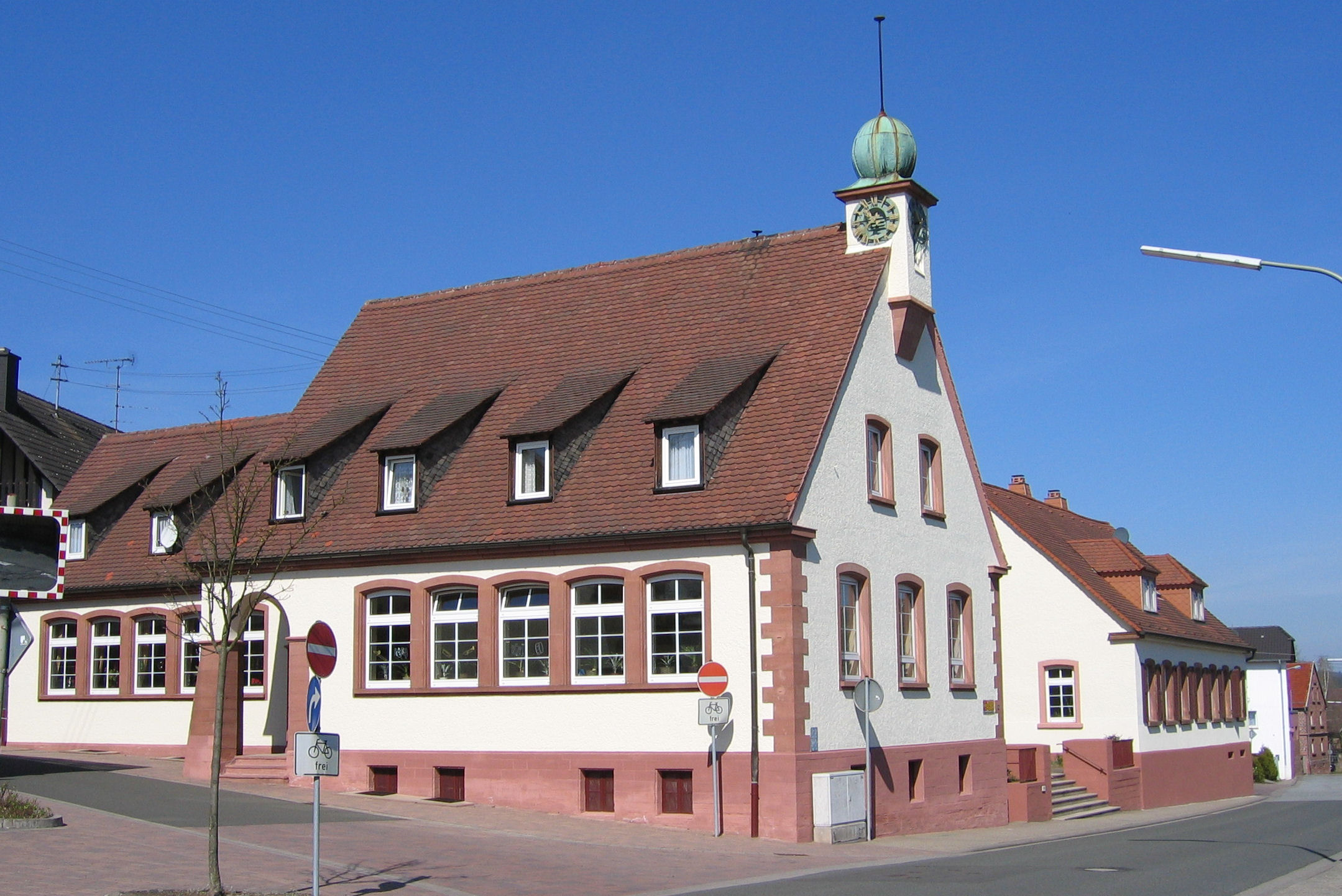
Mehlingen
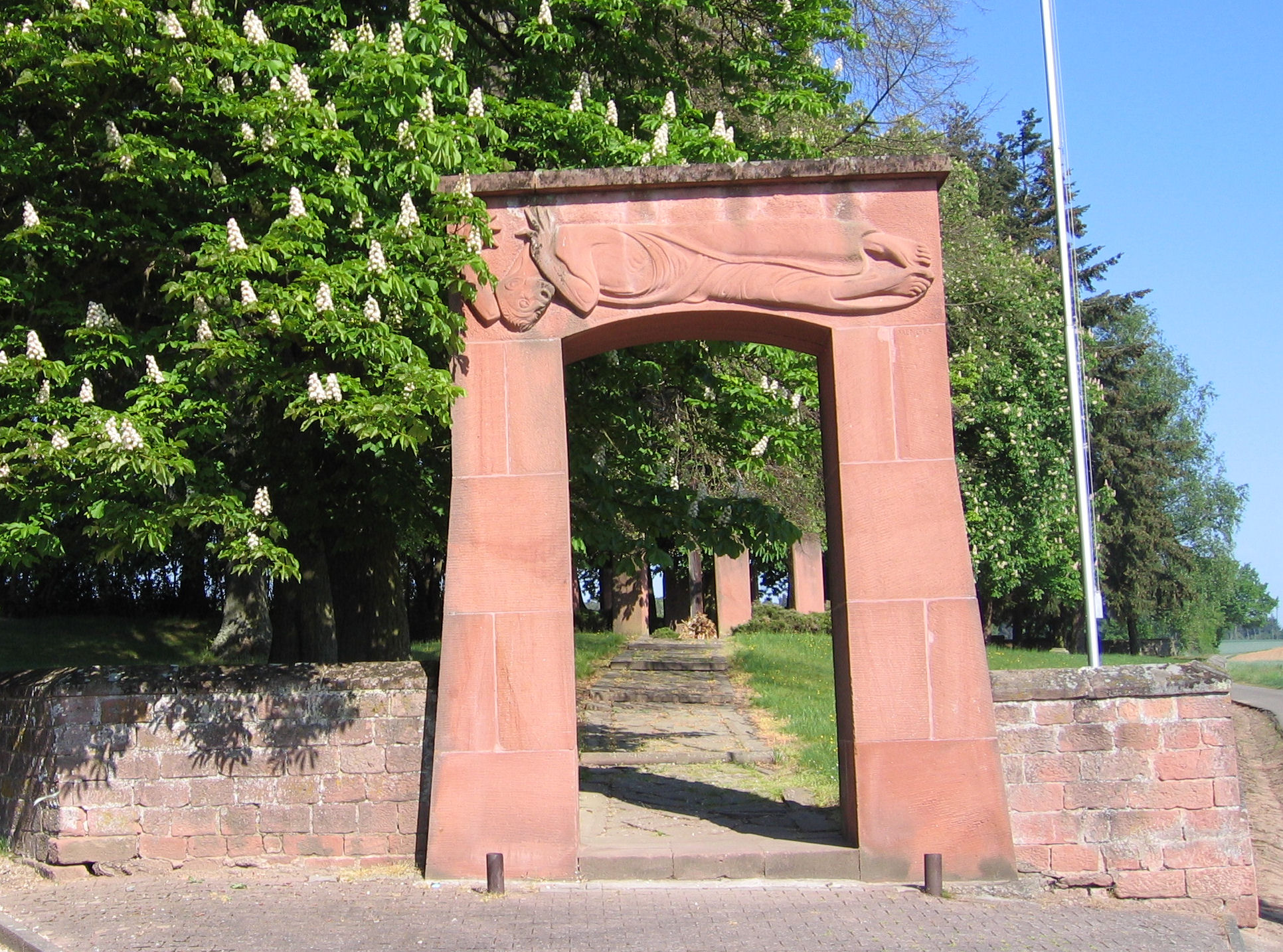
Baalborn

Входит в состав района Кайзерслаутерн. Подчиняется управлению Энкенбах-Альзенборн.  Население составляет 6954 человека (на 31 декабря 2010 года). Занимает площадь 30,03 км².
Коммуна подразделяется на 2 сельских округа.